# HE 1256-2738
HE 1256-2738 är en ensam stjärna belägen i den mellersta delen av stjärnbilden Vattenormen. Den har en skenbar magnitud av ca 16,46 och kräver ett kraftfullt teleskop för att kunna observeras. Baserat på parallax enligt Gaia Data Release 3 på ca 0,457 mas beräknas den befinna sig på ett avstånd av ca 1 000 ljusår (ca 310 parsec)från solen.

## Egenskaper
HE 1256-2738 är en blåvit subdvärgstjärna av  spektralklass sdOB. Den har en yttemperatur på ca 38 000 °C. Tillsammans med stjärnorna HE 2359-2844 och LS IV-14 116, bildar HE 1256-2738 en ny grupp stjärnor som kallas tungmetallsubdvärgar.